# 4-Hidroxiciclofosfamida
4-Hidroxiciclofosfamida é o principal metabólito, e o metabólito ativo, da ciclofosfamida.